# Koldioxid

Fasdiagram för koldioxid, som visar hur ämnets aggregationstillstånd beror av temperatur och tryck. I fasdiagrammet kan man se att koldioxid vid en atmosfärs tryck sublimerar mellan gas och fast fas. Flytande koldioxid kan därför bara finnas på stora djup.

Koldioxid, kemisk formel CO2, är vid rumstemperatur en färglös gas. Den fyller viktiga biologiska funktioner och spelar en central roll för jordens växtlighet. Koldioxid är även en viktig växthusgas. Koldioxid används för många olika industriella tillämpningar.
Koldioxid bildas vid förbränning samt genom andning hos aeroba organismer (växter, djur, svampar och många mikroorganismer). Med hjälp av fotosyntesen omvandlar, å andra sidan, växterna koldioxid till syre, vatten och sockerarter som de dels använder i sin egen metabolism, dels lagrar i sina celler.
Vid låga koncentrationer är koldioxid lukt- och smaklöst. Höga koncentrationer gör att koldioxiden löser sig i slemhinnanornas vatten och bildar kolsyra som smakar surt och sticker i näsan.
Med naturvetenskapligt språkbruk är kolsyra vattenlösningen av koldioxid (se kolsyra). Men bland annat i livsmedelssammanhang och i vardagligt tal kallar man även ofta gasen koldioxid för kolsyra. Bubblorna i öl och läskedrycker är gasformig koldioxid löst i vätskan.

## Koldioxidhalter
Havet innehåller cirka 37 400 miljarder ton kol i form av koldioxid, landmassor innehåller cirka 3 000 miljarder ton, medan atmosfären innehåller cirka 720 miljarder ton. För närvarande (april 2022) utgör koldioxidhalten omkring 420 ppm (drygt 0,04 procent) av atmosfärens volym. 
Halten i atmosfären ökar och bidrar till jordens uppvärmning genom växthuseffekten. Mellan år 1982 och 2010 ökade koldioxidhalten med cirka 14 procent.

## Biologisk roll
Koldioxid bildas genom andning hos alla aeroba organismer (växter, djur, svampar och många mikroorganismer). I kroppen är koldioxid en restprodukt som bildas vid cellandningen, och lämnar kroppen med utandningsluften. Utandningsluften från en människa innehåller ungefär 4 procent koldioxid.
Med hjälp av fotosyntesen omvandlar, å andra sidan, växterna koldioxid till syre, vatten och sockerarter som de dels använder i sin egen metabolism, dels lagrar i cellerna, ofta omvandlat till cellulosa, stärkelse eller fett. Ju högre halt koldioxid i atmosfären desto snabbare tillväxt hos växter. Högre CO2-halt gör också att växter tar upp mindre vätska ur marken då växternas klyvöppningar, som tar in koldioxid, inte behöver vara öppna lika länge och därmed avger mindre vattenånga.
Fotosyntesens bindande av koldioxid och lösgörandet genom andning och annan förbränning, kan under normala förhållanden ungefärligen balansera varandra. Växtligheten på jorden är dock inte konstant utan balanseras bland annat av mängden koldioxid i atmosfären. Fotosyntesen, när växter omvandlar koldioxid till syre, pågår bara dagtid vid solbelysning. Under dygnets mörka (och på norra halvklotet betydligt större tid i genomsnitt) timmar avger istället växter koldioxid via respiration. Under vintern förekommer ingen fotosyntes.
Det finns forskning som visar att en fördubbling av koldioxidhalten i atmosfären skulle leda till att fotosyntesen höjs cirka 30 procent.

## Egenskaper
Koldioxid är färglös, tung, kvävande och inert (obenägen att reagera kemiskt) gas. Vid inandning i höga koncentrationer får man en sur smak i munnen och en stickande känsla i hals och svalg eftersom gasen löser sig i saliven och bildar kolsyra.
Molekylen är rak och består av en kolatom omgiven av två syreatomer. Vid låg temperatur övergår gasen till fast tillstånd, så kallad kolsyresnö eller torris. Vid normalt tryck sublimerar kolsyresnön till gasform. Sublimationspunkten för koldioxid vid normalt tryck ligger vid –78 °C.
Koldioxid är nödvändig för biosfären och för syreomvandlingen, och vid halter lägre än 200 ppm får växtligheten svårt att överleva. Gasen i flytande form kan endast förekomma vid högt tryck; trippelpunkten ligger vid 5,1 atmosfärer och vid 25 °C måste trycket ökas till 67 atm för att gasformig koldioxid ska övergå i flytande form. 
Generellt ökar gasers lösning i vatten som kyls av, varför bland annat koldioxid lagras i havet under kallare perioder och istider, för att återgå till atmosfären när havets temperatur ökar under varmare perioder.

## Miljöpåverkan

### Global uppvärmning
Koldioxid är, vid sidan av framförallt vattenånga, även en viktig växthusgas, utan vilka jordens medeltemperatur skulle varit cirka 30 grader lägre.
Koldioxid bildas vid förbränning av kolföreningar i syre men största andelen av tillflödet av koldioxid till atmosfären kommer från naturliga processer. Vid förbränning av biomassa ökar inte halten av koldioxid i atmosfären, så länge biomassan tillåts växa upp igen och åter absorbera samma mängd koldioxid. Denna process tar dock åtskilliga år beroende på i vilket material koldioxiden kommer att lagras in. Detta innebär att förbränning under överskådlig tid kommer att höja koldioxidhalten eftersom den frigörs omedelbart under förbränningen medan processen där den åter binds i biomassa sker mycket långsamt. Koldioxid har en uppehållstid om cirka 5 år innan den tas upp av land och hav. Vid förbränning av fossila bränslen som kol, petroleum, naturgas, oljeskiffer, oljesand och torv återförs kol till atmosfären som varit utanför detta kretslopp under miljoner år.
Såvida inte varje gram av återfört kol binds i ny biomassa, så ökar koldioxidhalten i atmosfären. Koldioxid liksom andra gaser, tas upp i vatten, speciellt vid lägre temperaturer och under kalla perioder som istider. Under kallare perioder lagras därför koldioxid i världshaven, vars pH är över 7,0, och återgår till atmosfären under varmare perioder.
Ökningen av atmosfärens koldioxidhalt senaste seklet beror på industrialismen och dess storskaliga utnyttjande av fossila bränslen, och leder till en ökad växthuseffekt vilket bidrar till global uppvärmning.
Uppfattningen att det finns en pågående global temperaturökning orsakad av mänskliga aktiviteter stöds enligt en genomgång 2016 av cirka 97 procent av publicerad forskning, som "endorses the scientific consensus on AGW (Anthropogenic, or human-caused, Global Warming)".

### Havsförsurning
Det ökade upptaget av koldioxid i haven på grund av ökande koldioxidhalt i atmosfären leder till en långsamt ökande havsförsurning. Detta beror på att haven absorberar koldioxiden och när denna reagerar med vatten så skapas kolsyra vilket leder till ett lägre pH-värde (dvs. ett surare hav). Försurningen kan utvecklas till ett allvarligt hot mot havens ekosystem. Havens pH är drygt 8,0 men varierar något med årstiderna. Under senare år har en långsamt sjunkande trend för pH-värdet observerats, men även om begreppet "försurning" förekommer så är pH-värdet alltjämt klart över 7,0 och därmed inte "surt" i vanlig mening, men surare än normalt. Denna försurning påverkar bland annat Stora barriärrevet negativt.
Haven försuras även av att tillgängligheten i haven för karbonat och bikarbonat störs, vilket förstärker försurningseffekten. IPCC bedömer att havens genomsnittliga surhetsgrad i ytvattnet har ökat med 30 % sedan den industriella revolutionen och att ett framtida scenario utan kraftiga minskningar av koldioxid i atmosfären skulle leda till en fördubblad effekt på havens surhetsgrad.
Surheten i haven fördelas ojämnt mellan öppet hav och kustzoner, där karbonater är mer upplöst i det öppna havet än närmre kusterna. Mer koldioxid och surare hav påverkar centrala biologiska processer som fotosyntes, respiration, syra-basreglering och förkalkning, vilket leder till följdeffekter.

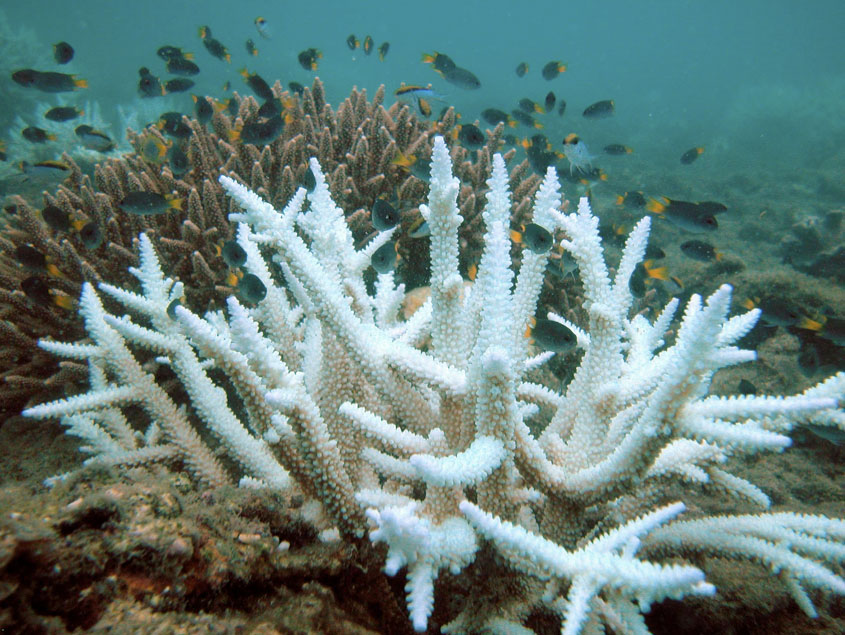
Koraller på Stora barriärrevet som har blekts och dött.

Ett av de viktigaste marina ekosystemen som hotas av den globala uppvärmningen, havens försurning och överfiskning är världens korallrev. Korallreven utgör ca 1% av havens yta, samtidigt som så många som 25 % av alla arter i haven är beroende av dem för sin överlevnad. Vissa koraller klarar försurningen på så vis att de kan reproducera sig, samtidigt som det lägre pH-värdet förstör deras skelett vilket i förlängningen hotar korallrevens ekosystem. Viktiga arter som är beroende av korallreven, t.ex. ormstjärnor, utgör föda för fiskarter som lever på botten av världens hav. När dessa arter slås ut får det konsekvenser för hela ekosystem.

## Användningsområden
Koldioxid används i livsmedelsindustrin, oljeindustrin och den kemiska industrin.
Koldioxid är lättlöslig i vatten och bildar då en vattenlösning innehållande den svaga syran kolsyra, H2CO3. Jäsmedel bildar koldioxid som bildar små gasbubblor i bakverk. Som konserveringsmedel betecknas koldioxid med E-nummer E 290.
Kolsyresläckare är en typ av brandsläckare som använder koldioxid för att släcka bränder genom att tränga undan syre och kyla ner branden. Flytande koldioxid och torris används även som köldmedel i andra sammanhang.
Koldioxid används som drivmedel till paintballmarkörer och vissa luftpistoler.
Koldioxid används som skyddsgas vid svetsning, i de flesta fall blandad med andra gaser.
Koldioxid kan användas för att befrämja växtlighet vid odling i växthus, speciellt om odlingen sker med artificiell belysning. En ökning av koldioxidhalten till mellan 600 och 1 000 ppm kan, beroende på växt och andra förutsättningar, ge en ökad tillväxt.

## Toxikologisk information
Vid låga koncentrationer är koldioxid en ofarlig gas. I högre koncentration kan den dock vara skadlig och bland annat leda till koldioxidförgiftning.
- Lukt: Ingen luktvarning. Höga halter ger dock svagt stickande lukt.
- Egenskaper: Gasen är tyngre än luft. Risk för ansamling i slutna utrymmen, speciellt vid marknivå. Högsta CO2-halten finns normalt i rummets lägsta punkt.
- Kvävande genom inandning då den undantränger luftens syre. Halter på över 5 procent koldioxid i inandningsluften kan leda till medvetslöshet, högre halter till kvävning.[3]

Symptom:
- huvudvärk
- illamående
- kräkningar
- kan leda till medvetslöshet.

Koncentrationer över en procent, motsvarande 10 000 ppm (dagens värden i luften är lite över 400 ppm)), ger dåsighet och känslor av obehag i lungorna. Koncentrationer på mellan 7 procent och 10 procent (70 000 till 100 000 ppm) kan leda till medvetslöshet, även med goda värden syre, och utmynnar i dåsighet, huvudvärk, syn- och hörselproblem, samt medvetslöshet mellan några minuter upp till en timme. Fysiska effekter orsakade av hög koldioxidexponering är samlade under termen hyperkapni, en undergrupp till asphyxiation.